# 马拉瓦尔族
马拉瓦尔族(英語：Maravar)來自泰米尔纳德邦的一个泰米尔社区。这些人是穆库拉托尔联盟的三个分支之一。

## 詞源
馬拉瓦爾這個詞的詞源有多種說法；它可能來自泰米爾語中的maram一詞，意思是類似於邪惡和謀殺，或者是「勇敢」一詞。